# Töpferofen

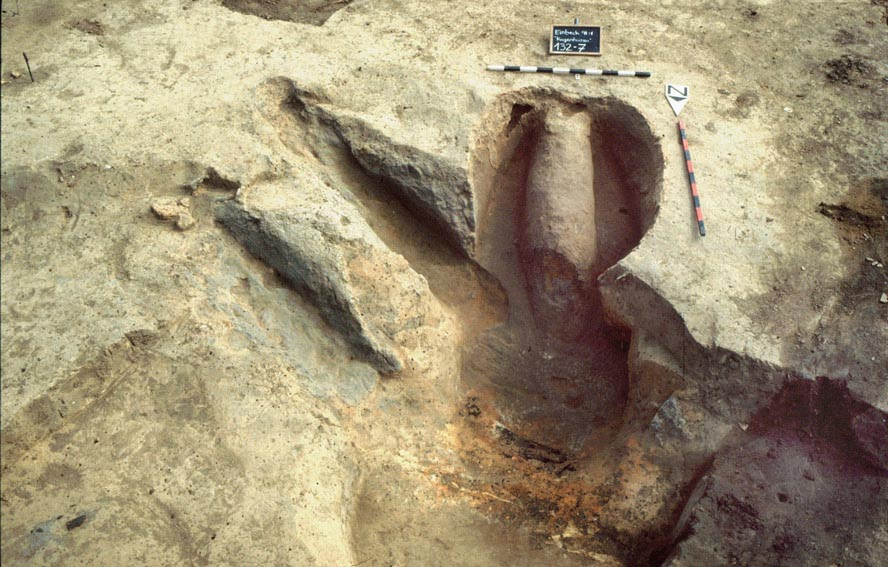
Reste zweier liegender Töpferöfen mit Mittelzunge (Zweikammeröfen), Einbeck, Niedersachsen, um 1200

Der Töpferofen ist ein Ofen zum Brennen von Keramik – Irdengut, Faststeinzeug, Steinzeug, Fayence, Steingut und Porzellan.

## Definition eines Töpferofens
“Enclosed or semi-enclosed chamber(s), usually relatively permanent or re-usable and non-portable, to hold ceramic materials during firing and to generate, contain, and channel heat for that purpose”

„Geschlossener oder halb geschlossener Brennraum, üblicherweise permanent und wiederverwendbar, nicht tragbar. Der Brennraum hat die Funktion während des Brandes das keramische Material aufzunehmen und für den Brand die Hitze zusammenzuhalten und zu kanalisieren“

## Abgrenzung
Eine Vielzahl keramischer Produkte lässt sich in Öfen brennen. Dennoch handelt es sich im klassischen Sinn nicht in jedem Fall auch um einen holzbefeuerten, handwerklichen „Töpferofen“. Aus diesem Grund sollten folgende Ofentypen als eigenständig behandelt werden:
- Öfen der Tonpfeifenproduktion,
- Öfen der keramischen Manufakturen, keramischen Industrie bzw. Porzellanindustrie, wie zum Beispiel liegende Wiener Porzellanöfen, Rundöfen mit aufsteigender oder überschlagender Flamme, rechteckige Öfen mit Seitenfeuerung, Muffel- bzw. moderne Tunnelöfen.
- Nebenöfen, zum Beispiel zum Schmelzen bzw. Aufbereiten oder Fritten von Glasuren oder Glasurzutaten.
- Öfen der handwerklichen Ziegelherstellung bzw. Ziegelindustrie, wie zum Beispiel oben offene Schachtöfen, Kammeröfen, Öfen mit Seitenfeuerung, Ringöfen (Kasseler Ofen) oder Tunnelöfen.

## Arten des keramischen Brandes
Das Brennen von keramischen Gefäßen aus Ton erfolgte je nach Zeitstellung, Region der Erde oder nach Art und Umfang bzw. Spezialisierung der Produktion auf sehr verschiedene, teilweise sehr einfache Art:
- Offener Feldbrand (Meilerbrand, oberirdisch),
- Grubenbrand,
- Brand im Einkammerofen,
- Brand im stehenden oder liegenden Zweikammerofen.

Beim Brand im Einkammerofen befinden sich Feuerung und Brenngut in einer gemeinsamen Kammer oder unter einer Ofenkuppel. Feuerungsraum und Brennraum können schräg hintereinander angelegt oder durch eine kleine Stufe getrennt sein. Jedoch sind keine zusätzlichen trennenden Elemente (Feuergitter bzw. Ständer) zwischen Feuerung und Brenngut vorhanden.
Beim stehenden oder liegenden Zweikammerofen sind Feuerung und Brennraum bzw. Brenngut durch eine horizontale Loch- bzw. Schlitztenne oder eine senkrechte Ständerwand bzw. ein Feuergitter getrennt.
Grundsätzlich ist es ausreichend, wenn beim Brand der Keramik das chemisch gebundene Wasser bei spätestens 650 °C vollständig verdampft. Ab diesem Punkt ist die thermisch bedingte Veränderung irreversibel. Der Ton ist zum „Scherben“ geworden. Welche Art des Brandes oder welcher Ofentyp gewählt wird, ist zumindest teilweise davon abhängig, welche Art Keramik produziert werden soll, zum Beispiel:
- Nicht gesinterte, schwach gebrannte Irdenware, zirka 650–800 °C,
- Klassische Irdenware mit beginnender Sinterung, zirka 800–1050 °C,
- Steinzeug und Porzellan mit vollständiger Sinterung, zirka 1100–1350 °C.

## Funktion eines Töpferofens
Als Funktionen eines Töpferofens können nach oben stehender Definition angesehen werden:
- Brenngut aufnehmen, Schaffung einer stabilen Lagerungsgrundlage – Ofensohle oder Tenne – für die Keramik beim Brand. Die Bauart der Tenne begrenzt dabei die Tragfähigkeit. Diese begrenzt zugleich die Stapelhöhe der eingesetzten Keramik und damit die Höhe des Brennofens und die Menge der gleichzeitig brennbaren Keramik.
- Hitzeerzeugung, normalerweise durch Verbrennung.
- Hitzehaltung bzw. -speicherung und -leitung,
- Hitzeübertragung auf die zu brennende Ware.
- Kontrolle der Brennatmosphäre (reduzierend, oxidierend).

Grundlegendes Problem aller historischen Töpferofen-Typen ist in diesem Zusammenhang die ungleichmäßige Verteilung und Übertragung bzw. Haltung der Spitzentemperatur auf das gesamte Brenngut in allen Bereichen des Ofens. Das Temperaturgefälle innerhalb eines Ofens kann oft mehrere hundert Grad betragen und ist von verschiedenen Faktoren abhängig: Der Art den Ofen einzusetzen, den Brand mit Hilfe von festen oder temporären Zügen im Brennraum oder Zuglöchern in der Ofenkuppel zu steuern oder der Fähigkeit bestimmte Partien des Ofens gezielt zu befeuern. Durch die Temperaturunterschiede werden Teile der Ofenladung möglicherweise über- oder unterfeuert (Fehlbrände). Variationen im Ofenbau sind unter anderem der Versuch dieses Problem zum Beispiel bei Porzellan- oder Steinzeugöfen zu beseitigen oder bei Töpferöfen gezielt zu nutzen. Dies kann einerseits durch eine Verengung von Ofenlängs- und Querschnitt erfolgen, andererseits durch einen speziellen Feuerungsbau (Pultfeuerung, Rostfeuerung). Die gleichzeitige Produktion von Steinzeug und Irdenware in Öfen in Bürgel, Waldenburg, Crinitz oder Duingen nutzt die Temperaturunterschiede im Ofen. Die Art den Ofen einzusetzen ist dabei für den Erfolg eines Brandes insgesamt mindestens so bedeutsam, wie das „Design“ des Ofens selbst. Dies wird oft unterschätzt.

## Bestandteile von Töpferöfen
Um die oben genannten Funktionen erfüllen zu können, besteht ein zweikammeriger Töpferofen aus verschiedenen Teilen, die nicht immer alle gemeinsam vorhanden sein müssen.
- Arbeitsraum, auch als Arbeitsgrube, Heizergrube oder Bedienungsraum bezeichnet. Kann auch als Aschengrube fungieren. Bei Steinzeugöfen im Westerwald heißt dieser Bereich „Schlondes“. Von hier aus wird beim Brand der Ofen eingefeuert.
- Feuerungskanal: Bereich der die Arbeits-/Heizergrube mit dem Feuerungsraum verbindet.
- Feuerung oder Feuerungsraum: Ort der Verbrennung und Hitzeerzeugung, meist vor oder unter dem Brennraum, mit oder ohne Rostkonstruktion.
- Trennende Elemente zwischen Feuerungs- und Brennraum: Ortsfeste oder aus mobilen Kellensteinen oder Tonrollen gebildete Loch- oder Schlitztennen bei stehenden Öfen; Feuergitter aus Ton- oder Topfsäulen, senkrechte Ständerwand, mobile Kellensteine oder Tonrollen bzw. Tonbarren oder feste Ärmchen über den Zügen bei liegenden Öfen.
- Brennraum, mit oder ohne Überkuppelung: Bereich hinter oder oberhalb der trennenden Einbauten. Ist der Brennraum oben nicht fest geschlossen, so handelt es sich um einen Schachtofen, bei geschlossenem Brennraumgewölbe um einen Kuppelofen. Schachtöfen können eine temporäre, mobile Abdeckung des Brenngutes aus Scherben und Fehlbränden oder anderem Material aufweisen.
- Züge, Schornsteine/Kamine, Lüftungs- oder Abzugslöcher: Entweichen der heißen Verbrennungsgase zur Erzeugung und Leitung des Zuges, um die Hitze durch den Ofen zu ziehen. Die Schornsteine/Kamine sind meist mit einem Schieber verschließbar.
- Salzlöcher: Öffnungen im Ofengewölbe zum Salzen der Ware bei Steinzeugöfen. Es kann aber auch über die Feuerungsöffnung gesalzen werden.

## Ofentypen

Eine römische Lochtenne von oben; das Mundloch befand sich vor der am Boden durch thermische Belastung verziegelten Spitze im Süden

Schnitt durch eine besonders große römische Lochtenne mit dem mittig gelegenen Heizkanal. Durch die massive Hitzeeinwirkung während der Brennvorgänge ist der anstehende lehmige Untergrund stark verziegelt

In der keramiktechnologischen Literatur werden Töpferöfen und Öfen der keramischen Industrie seit dem späten 19. Jh. aufgrund verschiedener Kriterien unterschieden.
Nach der Art des Ofenbetriebs:
- Öfen mit periodischem bzw. diskontinuierlichem Brand. Hierzu gehören alle urgeschichtlichen und mittelalterlich-neuzeitlichen Öfen.
- Öfen mit kontinuierlichem Brand. Diese gibt es, sieht man von wenigen Vorläufern unter anderem in England, Frankreich und Deutschland (Brandenburg) ab, erst seit der Entwicklung (vor 1856) und Patentierung (27. Mai 1858) des Hoffmannschen Ringofens. Hierbei kann noch zwischen Öfen mit fortschreitendem Feuer (Ringöfen) und feststehendem Feuer (Tunnelöfen) unterschieden werden.

Nach der Art der Flammenführung:
- Ofen mit aufsteigender Flamme (vertikaler Zug von unten nach oben). Dies sind alle „stehenden“ Töpferöfen, aber auch die ältesten Typen der Rundöfen bzw. rechteckigen Öfen mit Seitenfeuerung.
- Ofen mit diagonal/horizontaler Flamme, oft, aber nicht zwingend in Verbindung mit einem Schornstein (horizontaler Zug). Dies sind alle „liegenden“ Ein- oder Zweikammeröfen.
- Ofen mit abwärtsgerichteter sogenannter „überschlagender Flamme“ in Verbindung mit unterschiedlichen Schornstein- oder Zugkonstruktionen (vertikaler Zug von oben nach unten). Dies sind einerseits Rundöfen, aber auch Öfen mit Seitenfeuerung.
- Muffelofen, bei denen die Flammen und die Heizgase den Brennraum nur umströmen oder in Röhren (römische Terra sigillata-Produktion) durchziehen. Diese können mit aufsteigender oder überschlagender Flamme gebaut werden.

In der europäischen Ethnologie/Ethnoarchäologie, der Ur- und Frühgeschichte bzw. Mittelalter- und Neuzeitarchäologie gibt es zusätzliche Einteilungen.
Die Anzahl der hintereinander oder übereinander angeordneten und durch Einbauten getrennten oder auch ungetrennten Ofenteile bzw. „Kammern“ aus denen der Ofen besteht, führt zu einer Einteilung in:
- Einkammeröfen. Das Brennmaterial und die Keramik befinden sich in derselben Kammer, manchmal durch eine kleine Stufe getrennt.
- Zwei- bzw. Mehrkammeröfen. Meist handelt es sich um zwei Kammern, das heißt, der Ofen ist getrennt in einen Feuerungs- und einen Brennraum. Vor allem bei asiatischen Öfen kommen auch mehr Kammern vor.

Weiterhin kann unterschieden werden nach der Art, wie die waagerechte Loch- oder Schlitztenne konstruiert ist (ortsfest oder mobil) bzw. getragen wird (zum Beispiel mit Mittelpfeiler, einfacher oder doppelter, axial angeordneter Mittelzunge oder Mittelständer, Gurtbögen, Tonnengewölbe etc.), ob die Feuerung leicht vorgezogen (vorgebaut) oder untergebaut (untergeschoben) ist oder ob es sich um eine zweiseitige Feuerung oder radial angeordnete Feuerungen handelt.
Nach der Art der Anordnung von Feuerungs- und Brennraum bzw. der Lage des trennenden Elements bei Mehrkammeröfen unterscheidet man in:
- Stehende Öfen unterschiedlicher Grundrißgestalt. Der Feuerungsraum und der Brennraum sind übereinander angeordnet, getrennt durch eine Loch- oder Schlitztenne unterschiedlichster permanenter oder mobiler Konstruktionsweise, der Zug der Flammen verläuft vertikal.
- Liegende Öfen. Der Feuerungsraum und Brennraum sind hintereinander angeordnet, horizontal oder schräg ansteigend, ohne oder mit fest eingebautem Trennelement in Form von Tonsäulen, Topfsäulen, Feuergitter oder Ständerwand. Je nachdem, ob trennende Elemente vorhanden sind oder nicht, müsste man eigentlich von liegenden Ein- oder Zweikammeröfen sprechen. Die Öfen besitzen einen diagonalen oder horizontalen Zug. Neuzeitliche Steinzeugöfen mit untergeschobener Feuerung, die allgemein zu den liegenden Öfen geschlagen werden, stellen in der Realität eine Mischform dar, bei der ein Teil des Brennraumes eigentlich als stehend einzustufen wäre, während der hintere Teil mit den Zügen deutlich liegt.

Zusammenfassend muss festgehalten werden, dass sich angesichts der enormen technologischen Variabilität der Töpferöfen vom 5.–20. Jahrhundert keines der genannten Klassifikationssysteme konsequent anwenden lässt. Am besten stützt man sich auf die in der Literatur eingeführte Trennung in „stehende“ und „liegende“ Öfen in Verbindung mit der Angabe des Zugsystems des jeweiligen Ofens, obwohl dies nicht für alle beobachteten Ofentypen zu einer zufriedenstellenden bzw. eindeutigen Einordnung führt.

## Geschichte
Ursprünglich wurde Ton im Freien unter der Anhäufung vom Brennmaterial gebrannt, später geschah dies auch in Backöfen. Gewöhnlich wurde in der Fayence-, Steingut- und Porzellanherstellung ein aufrecht stehender Ofen für unterbrochenen Betrieb verwendet, zum Beispiel ein Etagenofen für Kohlefeuerung. Dieser hat drei durch starke Gewölbe getrennte Etagen, von denen die beiden untern zum eigentlichen Brennen der Tonwaren dienen, wogegen diese in den oberen Raum nur zum Ausglühen eingestellt werden. Durch Kanäle treten die Heizgase in die gewölbten Räume, wo sie die aufgestapelten Tonwaren umströmen, um dann durch die Öffnung in den Deckengewölben nach oben in den Abkühlungsraum zu steigen und schließlich durch den Schlot abzuziehen. Die zum Eintragen des Materials in jeder Etage vorhandenen Türen werden, wenn der Ofen angeheizt werden soll, vermauert. Zweckmäßiger sind Öfen, in denen im ersten Brennraum die Flammen zunächst aufwärts schlagen, alsdann durch die Ofensohle abgesaugt und in Kanälen in der äußeren Wand nach den oberen Etagen geführt werden, welche sie dann nur von unten nach oben durchstreifen. Während größere Tonwaren direkt übereinander auf den Boden der Ofenkammer gesetzt werden, werden feinere Waren in Kapseln (Muffeln) aus einem Schamotte-ähnlichen Material aufeinander gestellt, um sie vor Verunreinigung zu schützen und vor Formveränderungen zu bewahren.

## Aufbau

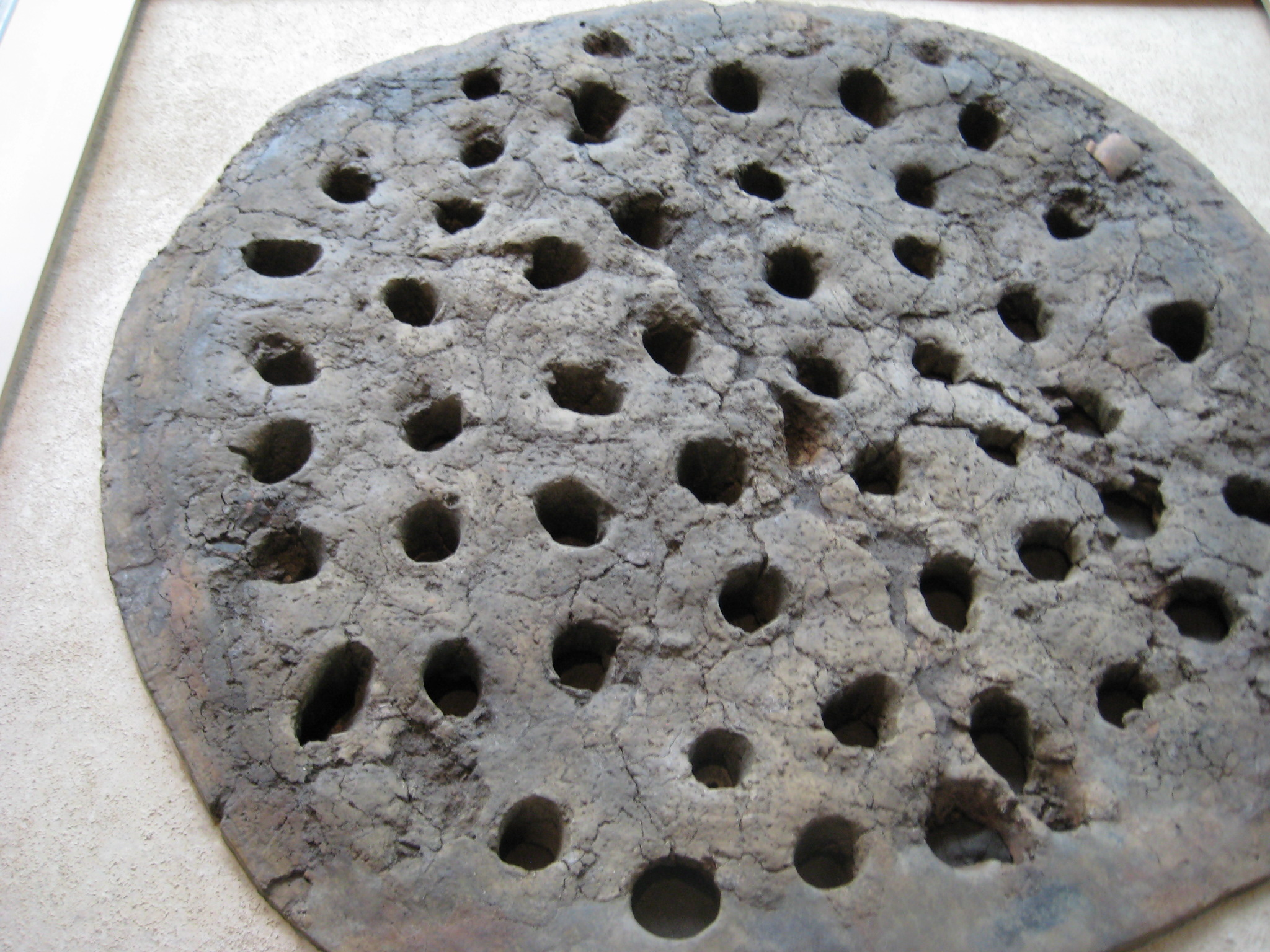
Lochtenne eines keltischen Töpferofens von Osterhofen-Schmiedorf.

Mindestens seit dem 4. Jahrtausend v. Chr. sind die Töpferöfen mit Lochtenne und Kuppel im Vorderen Orient bekannt. So wurde 1977 bei Ausgrabungen der antiken Stadt Mumbaqat in Syrien außerhalb der Befestigungsanlage ein Töpferofen am Euphratufer aufgefunden und dokumentiert. Es handelt sich bei dem Ofen um eine Bauart, bei der mittels einer Lochtenne Feuer- und Brennkammer voneinander getrennt sind. Die Töpferware steht auf der Lochtenne oberhalb der zirka 80 cm hohen Feuerkammer (Hölle) und wird nur den heißen Rauchgasen, nicht aber dem unmittelbaren Feuer ausgesetzt. Nach jedem Brennvorgang musste zur Entnahme der Töpferware die gemauerte Kuppel über der Brennkammer zerstört werden. Die Feuerkammer mit einer Abmessung von 1,00 × 2,60 m, wobei 60 cm an der Befeuerungsöffnung in Längsrichtung hinausragte wurde durch ein Gewölbe aus Lehmziegel gebildet über das in der Brennkammer Bodenplatten aus gebrannten Ziegeln in der Größe von 53 × 35 × 10 cm verlegt wurden (Lochtenne). Die mittig unter der Brennkammer in Längsachse befindliche Feuerkammer hatte die Abmessung 1,00 × 2,60 m, wobei 60 cm über die Brennkammer hinausragten und die Wände konisch auf das ovale Feuerungsloch mit der Abmessung rund 30 cm breit und 60 cm hoch zuliefen. Die Rauchgase strömten von der Feuerkammer über Seitenkanäle durch Öffnungen an den Rändern der Lochtenne in die Brennkammer. Die Heißluftkanäle und -öffnungen waren symmetrisch angeordnet, ursprünglich 10 Kanäle mit insgesamt 16 Öffnungen.
Der zirka 1,60 m hohe griechische Töpferofen war aus Ziegeln errichtet und kuppelförmig mit einem Luftloch am Scheitel versehen. Oberhalb der Feuerung lag eine Lochtenne, auf der die Töpferware während des Brennvorganges abgestellt wurde. Man legte Tonscherben ein, die als „Teststücke“ Rückschlüsse auf den fortschreitenden Brennvorgang erlaubten. Die Temperatur wurde vom Töpfer am Aussehen des Feuers abgelesen.